# Munjava Modruška
Munjava Modruška is een plaats in de gemeente Josipdol in de Kroatische provincie Karlovac. De plaats telt 63 inwoners (2001).